# Ariane Jacobi
Ariane Jacobi geb. Riefert (* 21. August 1966 in Köln) ist eine deutsche Jazzsängerin, Moderatorin, Journalistin, Sprecherin sowie Atem-, Stimm- und Sprechtrainerin.

## Werdegang
Sie studierte an der Universität Köln die Fächer Germanistik, Kunstgeschichte und Musikpädagogik. Bereits während ihres Studiums trat sie als Sängerin mit verschiedenen Jazz-Formationen auf. Seit Abschluss ihrer Studien (Magistra Artium) arbeitet sie hauptberuflich als Jazzsängerin (Ariane Jacobi Quartett/Quintett) und als Moderatorin sowie als Sprecherin, Journalistin (Bereich Kunst/Kultur/Musik) und Stimmtrainerin.

## Tätigkeiten
Für den Westdeutschen Rundfunk und den Deutschlandfunk arbeitete Ariane Jacobi als Textschreiberin und Moderatorin von Musiksendungen aus den Bereichen Jazz, Folk und Rock. Zudem arbeitet sie im Ressort Kunst, Kultur. Sie moderierte die WDR5-Formate Jazz twenty 5, Musikbonus und Spielart (WDR5) sowie Schellackschätzchen (WDR4). Für die Deutsche Welle ist sie einige Jahre als Nachrichtensprecherin sowie als Moderatorin und Autorin tätig gewesen. Für den nordrhein-westfälischen Regionalsender center.tv (Köln und Düsseldorf) moderierte sie die Fernsehsendung Stadtgespräch, in der sie im Wechsel mit Nathalie Bergdoll prominente Zeitgenossen interviewte. Als Sprecherin entstanden Aufnahmen für die Erzdiözese (Kardinal Meisner / Weihnachts-CD, ars liturgica, Kunstverlag Maria Laach) sowie für die Deutsche Welle. Als Sprecherin ist sie bei Lesungen zu erleben (meist musikalische Lesungen). Ariane Jacobi arbeitet als freie Stimmtrainerin, u. a. als Persönlichkeitstrainerin bei der Akademie für Management, Kommunikation in Bonn.

## Jazzsängerin
Mit Frank Jacobi (Flöte, Klarinette, Alt- und Tenorsaxophon), Olaf Polziehn (Piano), Rolf Marx (Gitarre), Ingmar Heller (Bass) und Joost van Schaik nahm Ariane Jacobi Jacobi die CD Big City Is for Me auf, die am 21. April 2008 bei AO-NRW und kurze Zeit später in Japan bei M&I erschien (Songs des American Songbook). Bei Konzerten streut sie auch Eigenkompositionen im Swingstil ein. Zu ihrer aktuellen Band zählen Jazzmusiker der deutschen Szene, Martin Sasse (Piano), Rolf Marx (Gitarre) sowie Volker Heinze (Kontrabass).

## Diskografie
- Big City Is for Me (AO-NRW; auch M&I, Japan)